# Josefine Öqvist
Anna Lenita Josefine Öqvist (Uppsala, 23 luglio 1983) è un'ex calciatrice svedese, di ruolo attaccante.
Prima di ritirarsi giocò per una stagione nella Division 1 Féminine con il Montpellier, oltre ad aver giocato per la propria nazionale 80 partite, segnando 20 gol dal 2002 al 2013.
Uno dei suoi gol più famosi è quello all'86' minuto nella semifinale del mondiale 2003 contro il Canada, che portò la Svezia in finale, dove le scandinave si arresero alla nazionale tedesca solo dopo i tempi supplementari. 
Inoltre nel 2004, Öqvist ha fatto da pin-up in un servizio in bikini della nota rivista Slitz.

## Caratteristiche tecniche
Anche se la sua posizione naturale è ala, grazie alla sua velocità, può fare anche da centrocampista o esterno di centrocampo, posizione per la quale viene convocata alle Olimpiadi del 2008, anche se durante la competizione si infortuna e viene sostituita da Maria Aronsson.

## Carriera

### Club

#### Bälinge IF
Dopo essere stata acquistata dal Bälinge, squadra della sua città natale Uppsala, gioca nel team dal 1999 al 2004, fino alla retrocessione del club in Elitettan.

#### Linköpings
Nel 2005 approda al Linköpings, squadra al quale rimane legata, preferendola, nel 2008 ad un'offerta del grande club dell'Umeå. Alla fine del 2009 la sua vita viene segnata dalla morte della sorella ventionovenne a causa di una crisi epilettica. Con il club colleziona 125 presenze e 57 gol.

#### Tyresö
Nel 2011 firma un contratto con il top club svedese del Tyresö, che poteva già contare su tre componenti della nazionale svedese ed alcuni componenti della Nazionale brasiliana e di quella olandese. Öqvist saltò la stagione successiva, poiché nel Gennaio 2012 rivelò di essere incinta, così da risultare indisponibile anche per le Olimpiadi dello stesso anno. Con il club raggiunge 19 presenze e segna 7 gol.

#### Kristianstads DFF
Dopo la nascita della figlia Stella, Öqvist torna a solcare il campo nel 2013, ma decide di giocare per il Kristianstads DFF, rescindendo il contratto con il club di Tyresö. La sua scelta fu dettata dalla vicinanza della squadra a Malmö, dove il marito danese Stefan Lassen, giocatore professionista di hockey su ghiaccio disputava il campionato con i Malmö Redhawks. Con la squadra scende in campo 10 volte e mette a segno 4 reti.

#### Montpellier

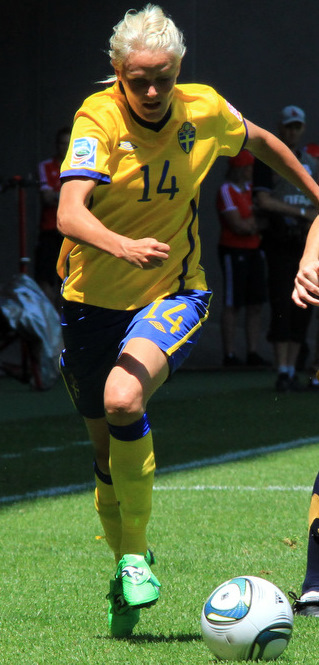
Öqvist in azione con la maglia della Nazionale

A metà stagione, Öqvist si trasferisce in Francia dove firma un contratto con la squadra di Division 1 Féminine del Montpellier. In Francia gioca ad ottimi livelli, ma diviene presto incostante a causa del trasferimento della figlia e del marito in Austria, dove quest'ultimo gioca per i Graz 99ers, definendo la situazione insostenibile. Nel maggio 2014, Öqvist annuncia il proprio ritiro dal calcio giocato, decidendo di concludere la propria carriera, quando ancora era all'apice. Nel club francese con il quale conclude la propria carriera, guadagna 18 reti in 22 presenze.

### Nazionale
Il 18 agosto 2002, l'allenatrice della nazionale svedese, Marika Domanski-Lyfors, convoca Öqvist per la prima volta nella nazionale maggiore, per la sfida amichevole, vinta per 1-0 contro la Corea del Nord.
Nel 2011 è protagonista della medaglia di bronzo svedese ai mondiali, scendendo in campo in tutte le partite. Nonostante il suo gol contro le future campionesse del Giappone, la Svezia perde 3-1 e si gioca il terzo posto con la Francia, battendole 2-1. In quest'ultima sfida. Öqvist rimedia un cartellino rosso per un'entrata fallosa su Sonia Bompastor.
Dopo aver partecipato anche agli Europei 2013, l'anno dopo si ritira ufficialmente anche dalla nazionale maggiore, concludendo la sua carriera dopo 12 anni, con 80 presenze e 20 gol.

## Palmarès

### Club

#### Competizioni nazionali
- Campionato svedese: 1

Linköpings: 2009
- Coppa di Svezia: 3

Linköpings: 2006, 2008, 2009
- Supercoppa svedese: 2

Linköpings: 2009, 2010